# Перароло (Виченца)
Перароло је насеље у Италији у округу Виченца, региону Венето.
Према процени из 2011. у насељу је живело 171 становника. Насеље се налази на надморској висини од 239 м.